# Júlio Kuntz
Júlio Kuntz Filho ou simplesmente Kuntz (Novo Hamburgo, 3 de setembro de 1897 — São Paulo, 19 de agosto de 1938), foi um futebolista brasileiro que atuou como goleiro.

## Carreira
Iniciou sua carreira futebolística no Floriano Novo Hamburgo. Após saída do Floriano, o atleta defendeu o Grêmio, Flamengo e Paulistano, fazendo uma vitoriosa excursão pela europa. Entre os anos de 1925 a 1929 dedicou-se apenas ao serviço público do Rio de Janeiro, do qual também era funcionário. Em 1929, volta ao futebol, novamente pelo Flamengo, onde encerra a sua carreira em 1931. Defendeu também a Seleção Brasileira que conquistou o Sul Americano de 1922. Pela Seleção Brasileira, fez nove jogos e não marcou gols.
Kuntz também foi industrial de artefatos de alumínio.

## Morte
Morreu em 19 de agosto de 1938, em São Paulo, em decorrência de uma infecção hospitalar adquirida após uma cirurgia de apêndice.

## Títulos
Flamengo
- Campeonato Carioca: 1920, 1921

Seleção Brasileira
- Copa Roca de 1922